# Tamara de Georgia
Tamara o Tamar (en georgiano თამარი [Tamari]; c. 1160-18 de enero de 1213) fue reina de Georgia de 1184 hasta su muerte, período en el que la Edad de Oro de Georgia (siglos XI y XIII) alcanzó su apogeo. Miembro de la dinastía de los Bagrátidas, su posición como la primera mujer en gobernar Georgia por derecho propio era enfatizada con el título de mepe (მეფე, «rey») en sus menciones en manuscritos georgianos medievales.
La proclamaron heredera de su padre Jorge III en el 1178, momento en el que comenzó a gobernar junto a él. Cuando Jorge falleció, la nobleza mostró su decidida oposición a que conservase el trono en calidad de monarca. Tamara, empero, logró desbaratar a sus adversarios de la aristocracia y emprendió una audaz política exterior, que se vio favorecida por la decadencia del Imperio selyúcida, hostil a Georgia. Aprovechando las victorias de sus predecesores y la disponibilidad de un ejército poderoso, formó un imperio que dominó el Cáucaso hasta su caída dos décadas después del fallecimiento de la reina, a causa de las invasiones mongolas.
Contrajo matrimonio en dos ocasiones. Su primer matrimonio con el príncipe de la Rus de Kiev, Yuri Bogoliubski, duró desde 1185 hasta 1187, cuando lo expulsó del país; en años posteriores, Bogoliubski intentó derrocarla al incitar varias rebeliones. Para su segundo marido, Tamara eligió, en 1191, al príncipe alano David Soslan, con quien tuvo dos hijos, Jorge y Rusudán, los dos monarcas sucesivos en el trono de Georgia.
El período de éxitos políticos y militares y logros culturales asociado con su reinado, en combinación con su rol de gobernante femenina, han llevado a su idealización y romanticismo en las artes georgianas y la memoria colectiva. Sigue siendo un símbolo importante en la cultura popular georgiana y ha sido canonizada por la Iglesia ortodoxa georgiana como «santa y justa reina Tamara» (წმიდა კეთილმსახური მეფე თამარი [ts'mida k'etilmsakhuri mepe Tamari]). Su santoral es tradicionalmente conmemorado el 1 de mayo.

## Primeros años

Ruinas del palacio de Geguti, residencia real de Jorge III y Tamara.

Nacida hacia el 1160, fue hija de Jorge III, rey de Georgia, y su consorte Burudukhan, hija de Khuddan, uno de los jefes tribales de los alanos. Aunque es posible que Tamara tuviese una hermana menor —llamada Rusudán—, esta solo se menciona una vez en los relatos contemporáneos de su reinado. Su nombre es de origen hebreo (תָּמָר, «datilera») y, como otros nombres bíblicos, fue favorecido por la dinastía georgiana de los Bagrátidas debido a su pretensión de ser descendientes de David, el segundo rey de Israel.
La juventud de Tamara coincidió con un período de inestabilidad en Georgia; en 1177, su padre, Jorge III, se enfrentó a una facción de nobles rebeldes, que pretendían destronarlo en favor de su sobrino fraterno, Demna, considerado por muchos el heredero legítimo de su padre asesinado, David V. La causa de Demna era poco más que un pretexto para los nobles —dirigidos por el suegro del pretendiente, el amirspasalar (ამირსპასალარი, «condestable») Ivane Orbeli— para debilitar a la Corona. Jorge III pudo sofocar la revuelta y emprendió una campaña de represión contra los desafiantes clanes aristocráticos; Ivane Orbeli fue ejecutado y los miembros sobrevivientes de su familia fueron expulsados de Georgia. El príncipe Demna —castrado y cegado por orden de su tío— no sobrevivió a la mutilación y pronto murió en prisión. Una vez reprimida la rebelión y eliminado el pretendiente, Jorge III se apresuró a nombrar a su hija corregente en 1178. Al hacerlo, el rey intentó adelantarse a cualquier disputa después de su muerte y legitimar su línea sucesoria en el trono de Georgia. Al mismo tiempo, ascendió a miembros de los kipchaks, la alta burguesía y clases sin reconocimiento político para mantener a la aristocracia dinástica lejos del centro del poder.

## Reinado

### Ascenso al trono y primer matrimonio

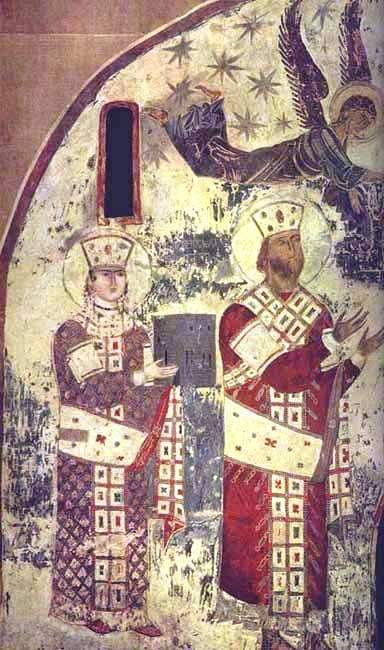
Fresco de Tamara junto a su padre Jorge III (c. 1184-1186) en la iglesia de la Dormición (Vardzia).

Durante seis años, reinó junto a su padre; cuando este falleció en el 1184, Tamara devino en monarca y fue coronada por segunda vez en la catedral de Gelati, cerca de Kutaisi en el oeste de Georgia. Heredó un reino relativamente fuerte, pero las tendencias centrífugas fomentadas por los nobles más importantes estaban lejos de haber sido sofocadas. Su advenimiento al trono como única soberana suscitó una notable oposición, consecuencia tanto de las medidas represoras de su difunto padre como de ser mujer: por serlo sus adversarios creían que sería débil. Como Georgia nunca antes había tenido una reina, una parte de la aristocracia cuestionó su legitimidad, mientras que otros trataron de explotar su supuesta inmadurez y debilidad para garantizarse mayor autonomía. La activa participación de la influyente tía de Tamara, Rusudán, y el catolicós patriarca Miguel IV fue crucial para legitimar la sucesión al trono. Sin embargo, la joven reina se vio forzada a hacer importantes concesiones a la aristocracia. Tuvo que recompensar el apoyo del catolicós patriarca nombrándolo canciller, lo que lo ubicó en la cima de las jerarquías clericales y seculares.
También fue presionada para despedir a los colaboradores de su padre, entre ellos el condestable Kubasar, un kipchak georgiano de innoble nacimiento que había ayudado a Jorge III en su campaña contra la nobleza levantisca. Uno de los pocos servidores de Jorge III que escapó de este destino fue el tesorero Qutlu Arslan, quien a partir de ese momento encabezó una liga de nobles y personajes acomodados que trataban de limitar la autoridad real mediante la instauración de un consejo, el karavi, cuyos miembros decidirían la política nacional. Tamara logró desbaratar este intento de implantar un «constitucionalismo feudal» mediante el arresto de Qutlu Arslan y el sometimiento de sus aliados. Sin embargo, sus primeras medidas para reducir el poder de la élite aristocrática no tuvieron éxito. De hecho, fracasó en su intento de usar un sínodo de la iglesia para deshacerse del catolicós patriarca Miguel IV, mientras que el consejo de nobles, Darbazi, afirmó su derecho a vetar los decretos reales.
El matrimonio de Tamara era una cuestión de Estado. De acuerdo con los imperativos dinásticos y el espíritu de la época, los nobles exigieron a la reina que se casara para tener un jefe del ejército y proporcionar un heredero al trono. Cada grupo trató de imponer a su candidato con el fin de reforzar su posición e influencia en la corte. Se formaron dos fracciones principales, que se disputaron la preeminencia en la corte georgiana: la del clan de Mkhargrdzeli y la del de Abulasan. Esta última logró imponerse; el pretendiente preferido por este grupo obtuvo el beneplácito tanto de Rusudán como de la junta de la nobleza. El escogido fue Yuri Bogoliubski (posteriormente conocido en georgiano como Giorgi Rusi, გიორგი რუსი, «Jorge el Ruso»), hijo del príncipe asesinado Andréi de Vladímir-Súzdal, vivía a la sazón refugiado entre los kipchak del Cáucaso septentrional. Los nobles encargaron al gran mercader Zankan Zorababeli que trajese al novio a Tiflis. Zorababeli cumplió la misión que le encomendaron y el príncipe acudió en efecto a Georgia a desposar a Tamara en el 1185.
El joven Bogoliubski, descrito como «valiente, perfecto de cuerpo y agradable a la vista», demostró ser un soldado capaz, pero de trato difícil y pronto se enemistó con su esposa. Las tensas relaciones conyugales se desarrollaron a la par de una lucha de fracciones en la corte real, en la que ella afirmó cada vez con mayor determinación sus derechos como reina y no mera consorte. El punto de inflexión en la suerte de Tamara llegó con la muerte del poderoso catolicós patriarca Miguel IV, a quien la reina remplazó, como canciller, con su partidario, Antón Gnolistavisdze. La reina expandió gradualmente su propia base de poder y elevó a sus nobles leales a altos cargos en la corte, especialmente a los Mkhargrdzeli.

### Segundo matrimonio

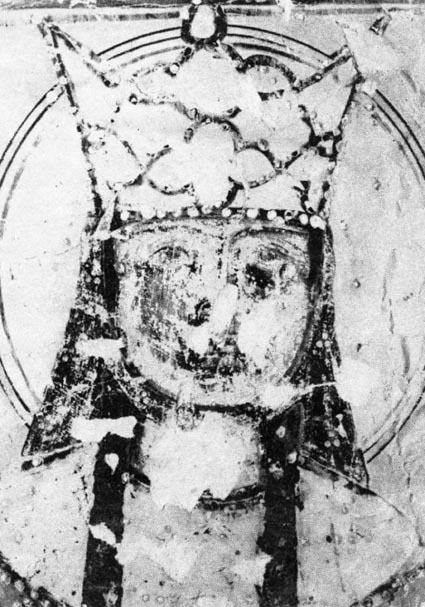
Restos de su retrato en un mural del monasterio de Bertubani (c. 1212-1213).

En 1187, persuadió al consejo de nobles de que aprobase su divorcio de Bogoliubski, a quien acusó de alcoholismo y adicción a la «sodomía»; el príncipe fue expulsado a Constantinopla. Dirigió dos intentos fallidos de golpe de Estado, con la complicidad de varios aristócratas georgianos ansiosos de controlar el creciente poder de Tamara. No se supo más de Bogoliubski después de 1191. La reina eligió personalmente a su segundo marido: David Soslan, príncipe alano, a quien el príncipe Vakhushti, erudito georgiano del siglo XVIII, describe como descendiente de Jorge I, rey georgiano de principios del siglo XI. David Soslan era un destacado jefe militar y se convirtió en el principal defensor de la reina en el sometimiento de los rebeldes nobles que apoyaron a Bogoliubski. Tamara y David tuvieron dos hijos. En 1192 o 1194, la reina dio a luz a su primer hijo, Lasha Giorgi (ლაშა გიორგი), el futuro rey Jorge IV; su segunda hija, Rusudán (რუსუდანი), nacida en torno al 1195, sucedería a su hermano como soberano de Georgia.
La existencia de un rey consorte, así como su presencia en el arte, las cartas y las monedas, respondía a los que se consideraban aspectos masculinos indispensables de la institución monárquica, pero David Soslan no dejaba de ser, pese a las apariencias, un personaje subordinado que debía su autoridad, compartida con su esposa, a la reina. A Tamara se la siguió titulando mep'et'a mep'e (მეფეთა მეფე, «rey de reyes»), ya que el georgiano carece de géneros gramaticales, por lo que mep'e (მეფე, «rey») no implica necesariamente una connotación masculina y puede traducirse como soberano. El equivalente femenino de mep'e es dedop'ali (დედოფალი, «reina»), que se aplicaba a una reina consorte o las parientes femeninas más cercanas del rey. Ocasionalmente se la menciona con el título dedop'ali en las crónicas georgianas y en algunas cartas. Por tanto, el título de mep'e pudo haber sido aplicado a Tamara para señalar su singular posición.

### Política exterior y campañas militares

#### Conflictos con los musulmanes
Una vez consolidado su poder, Tamara consiguió el apoyo de David Soslan, los Mkhargrdzeli, Toreli y otras familias nobles para revivir la política exterior expansionista de sus predecesores. Las repetidas luchas dinásticas en Georgia combinadas con los esfuerzos de los sucesores regionales del Imperio selyúcida —como los atabegs ildenizíes de Azerbaiyán, los shirvanshahs y los ahlatshahs— habían frenado el ímpetu que los georgianos habían mostrado en tiempos de los reinados del David IV y de Jorge III, su padre. No obstante, Georgia retomó la política exterior agresiva, en especial en la segunda década del reinado de Tamara.
A principios de los años 1190, el gobierno de Georgia comenzó a interferir en los asuntos de los ildenizíes y los shirvanshahs y fomentó la rivalidad de los príncipes locales, lo que redujo a Shirván a un Estado tributario. El atabeg ildenizí Abu Bakr intentó detener el avance georgiano, pero sufrió una derrota a manos de David Soslan en la batalla de Shamkor y su capital fue cedida a un protegido georgiano en 1195. Aunque Abu Bakr pudo reanudar su reinado un año más tarde, los ildenizíes apenas pudieron contener las nuevas incursiones georgianas.

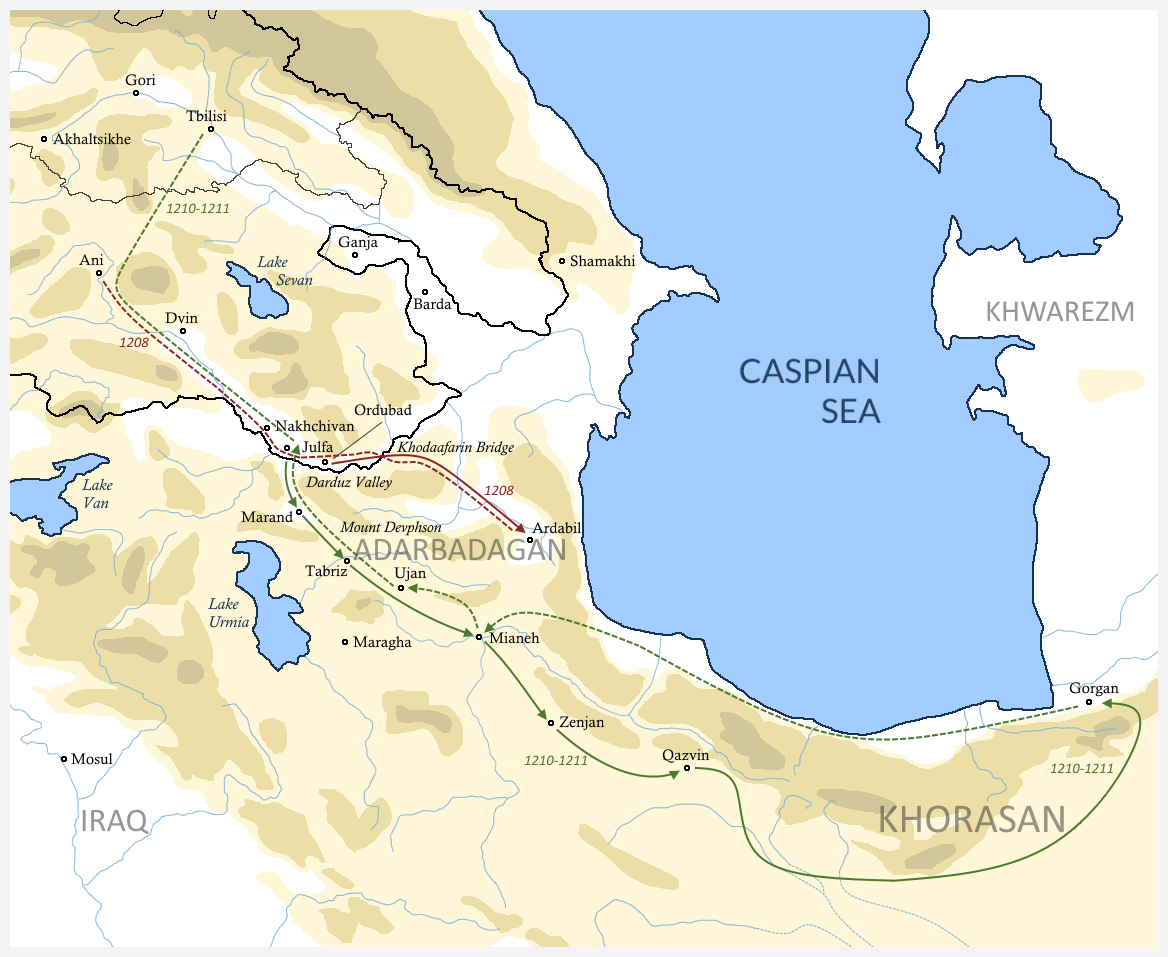
Esquema de la expedición georgiana a Persia en 1208 y 1210-1211.

La cuestión de la liberación de Armenia siguió teniendo una importancia primordial en la política exterior de Georgia. En 1199, los ejércitos georgianos dirigidos por dos generales kurdos cristianizados, Zakare e Ivane Mjargrdzeli, desalojaron a la dinastía Shaddádida de Ani, la antigua capital de la Armenia bagrátida, y la reina se la concedió en calidad de feudo. A comienzos del siglo XIII, los ejércitos georgianos se apoderaron de fortalezas y ciudades hacia la llanura de Ararat y arrebataron a los señores musulmanes de la región varios castillos y distritos: Bjni, Amberd y las ciudades a su alrededor en 1201.
Alarmado por los triunfos georgianos, Suleimán II, sultán selyúcida de Rum, reunió a sus emires vasallos y partió hacia Georgia, pero su campamento fue atacado y destruido por David Soslan en la batalla de Basiani en 1203 o 1204. El cronista real describe la formación del ejército en la ciudad de Vardzia, excavada en la roca, antes de marchar hacia Basiani y la arenga de la reina a las tropas desde el balcón de la iglesia. Explotando su victoria en esta batalla, entre 1203-1205 los georgianos se adueñaron de la ciudad de Dvin, penetraron en dos ocasiones en las tierras de Ahlat y sometieron al emir de Kars (vasallo de los saltukidíes de Erzurum), los ahlatshah y los emires de Erzurum y Erzincan.
En 1206, el ejército georgiano al mando de David Soslan capturó Kars y otras fortalezas y baluartes a lo largo del Aras. Evidentemente, esta campaña se desencadenó porque el señor de Erzerum rehusó someterse a Georgia. El emir de Kars pidió ayuda a los ahlatshah, pero estos no pudieron acudir en su auxilio porque fueron subyugados por los ayubíes en 1207. En 1209, Georgia desafió el dominio de los ayubíes en el este de Anatolia y emprendió campaña para expulsarlos del sur de Armenia. El ejército georgiano sitió a Ahlat y, en respuesta, el sultán ayubí al-Adil se armó y dirigió personalmente un gran ejército musulmán —que incluía a los emires de Homs, Hama y Baalbek, así como contingentes de otros principados ayubíes— que acudió en socorro del emir al-Awhad de Jazira. Durante el asedio, el general georgiano Ivane Mjargrdzeli cayó accidentalmente en manos de al-Awhad a las afueras de Ahlat y el emir exigió una tregua de treinta años a cambio de su liberación. Los georgianos tuvieron que levantar el sitio y firmar la paz con el sultán, poniendo fin a la amenaza georgiana inmediata a los ayubíes. Esto detuvo la lucha por las tierras armenias y permitió que la región del lago de Van cayera bajo control de los ayubíes de Damasco.
En 1209, los hermanos Mjargrzeli arrasaron con Ardabil, según los anales georgianos y armenios, como venganza por el ataque del señor musulmán de la ciudad contra Ani y la matanza que había hecho de su población cristiana. En una última campaña, los hermanos, a la cabeza de un ejército reclutado en las posesiones y territorios vasallos de Tamara, talaron los bosques de las comarcas de Marand, Tabriz y Qazvín, Najechiván y Julfa en el noroeste de Persia y saqueando varios asentamientos a su paso.

#### Trebisonda y Oriente Próximo

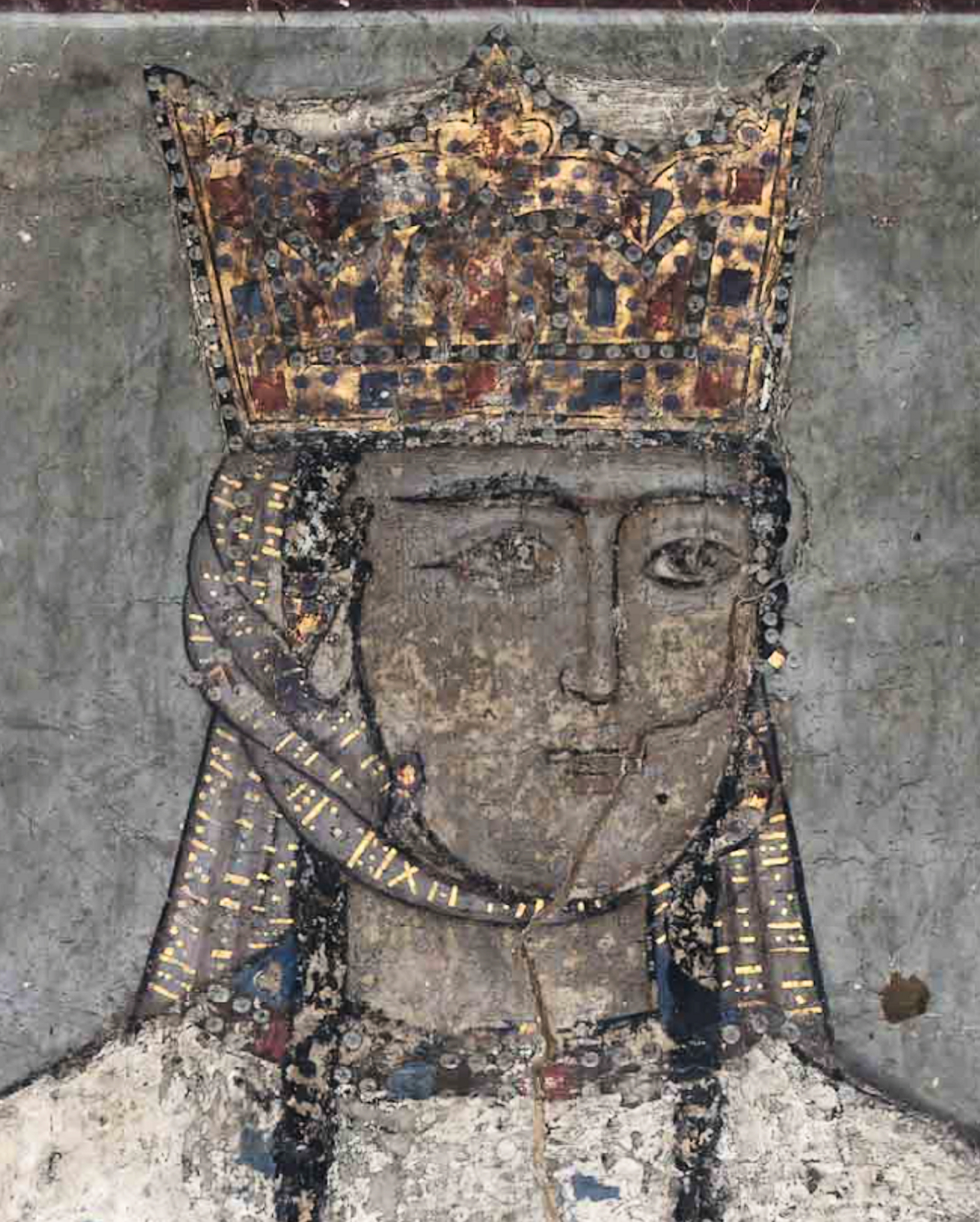
Fresco de principios del de la reina Tamara en el monasterio de Betania (Georgia).

Entre los acontecimientos notables de su reinado están la fundación del Imperio de Trebisonda en la costa del mar Negro en 1204, fue establecido por Alejo I Megas Comneno (1204-1222) y su hermano David en las provincias pónticas nororientales del decadente Imperio bizantino con la ayuda de tropas georgianas. Alejo y David, supuestamente parientes de Tamara, eran príncipes bizantinos fugitivos criados en la corte georgiana. Según el cronista real, el objetivo de la expedición georgiana a Trebisonda era castigar al emperador bizantino Alejo IV Ángelo (r. 1203-1204) por la confiscación de un cargamento con dinero de la reina georgiana para los monasterios de Antioquía y el monte Athos. Sin embargo, el proyecto póntico también podría haberse debido a su deseo de aprovechar la cuarta cruzada, que la Europa Occidental acometió contra Constantinopla, para establecer un Estado favorable en la frontera suroccidental de Georgia, así como a la solidaridad dinástica con los desposeídos Comneno.
Tamara trató de utilizar la debilidad del Imperio bizantino y la derrota de los cruzados a manos del sultán ayubí Saladino para robustecer la posición de Georgia en el escenario internacional y asumir el papel tradicional de la Corona bizantina como protectora de los cristianos de Oriente Próximo. Misioneros cristianos georgianos partieron al Cáucaso septentrional y había comunidades monásticas expatriadas dispersas por el Mediterráneo oriental. La crónica de la reina elogia su «protección universal» del cristianismo y su apoyo a las iglesias y monasterios, desde Egipto hasta Bulgaria y Chipre.
La corte georgiana estaba preocupada principalmente por la protección de los centros monásticos georgianos en la Tierra Santa. En el siglo XII, se contaban ocho monasterios georgianos en Jerusalén. Bohadin, biógrafo de Saladino, afirma que después de la conquista ayubí de Jerusalén en 1187, Tamara envió mensajeros al sultán para solicitar la devolución de las posesiones confiscadas a los monasterios georgianos en esa ciudad. Se desconoce la respuesta de Saladino, pero los esfuerzos de la reina parecen haber tenido éxito: el canónigo francés Jacques de Vitry corroboró la presencia de georgianos en Jerusalén, aunque la documentó a su llegada al obispado de Acre poco después de la muerte de Tamara. Indicó que los georgianos, a diferencia de otros peregrinos cristianos, tenían libre acceso a la ciudad, en la que podían entrar con sus banderas desplegadas. Bohadin afirmó además que la reina georgiana hizo una oferta mejor que la del emperador bizantino por las reliquias de la Vera Cruz al ofrecer doscientas mil piezas de oro a Saladino, quien se había apoderado de ellas como botín en la batalla de los Cuernos de Hattin, aunque ello no bastó para convencer al sultán de que se las cediese.

### Edad de oro

#### Monarquía feudal

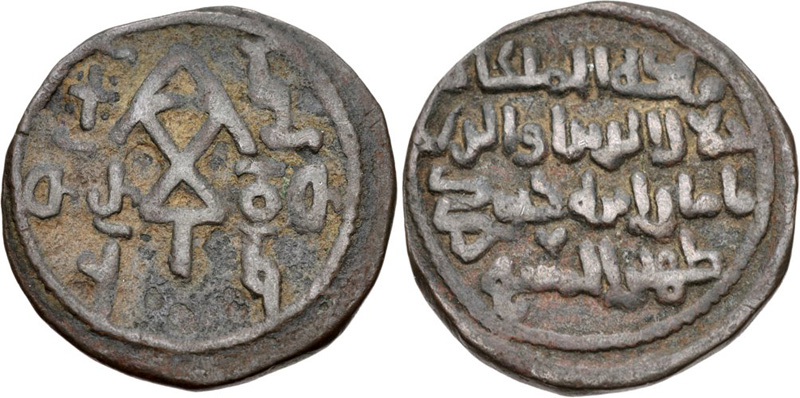
Monedas acuñadas en 1200 con los nombres de Tamara y David Soslan en escrituras georgiana y árabe. En la pieza de la izquierda se observa el monograma de la reina.

El desarrollo político y cultural de Georgia en la época de Tamara tenía su origen en los acontecimientos previos a su reinado. La reina debía sus logros más inmediatos a las reformas de su bisabuelo David IV (r. 1089-1125) y, más remotamente, a los esfuerzos unificadores de David III y Bagrat III, considerados artífices de la unidad política de reinos y principados georgianos en los primeros años del siglo XI. Ella trató de continuar dichas políticas. En los últimos años de su reinado, el Estado georgiano había alcanzado el cenit de su poder y prestigio en la Edad Media. El reino se extendía desde la cresta del Gran Cáucaso en el norte hasta Erzurum en el sur y desde las tierras de los zigos en el noroeste hasta las cercanías de Ganyá en el sureste, formando un imperio pancaucásico, con el leal señorío de los Mjargrdzeli en el norte y centro de Armenia, su vasallo Shirvan y el aliado Trebisonda. Un historiador georgiano contemporáneo ensalza a la reina como dueña de las tierras «desde el mar del Ponto [es decir, el mar Negro] hasta el mar de Gurgan [el mar Caspio], desde Speri hasta Derbent, y todo el Cercano y el Lejano Cáucaso hasta Jazaria y Escitia».
Su título real también fue modificado para reflejar las mencionados posesiones; no solo reflejaba el dominio sobre las subdivisiones tradicionales del reino georgiano, sino que también incluía nuevos componentes, enfatizando la hegemonía de la Corona georgiana sobre las tierras vecinas. En las monedas y cartas emitidas en su nombre, la reina se identificaba como:

Por voluntad de Dios, Rey de Reyes y Reina de Reinas de los abjasios, kartvelianos, arranianos, kajetios y armenios; shirvanshah y shahanshah; autócrata de todo Oriente y Occidente, Gloria del Mundo y Fe; Campeona del Mesías.

Tamara nunca ejerció poderes autocráticos y el consejo de nobles continuó funcionando. Sin embargo, el propio prestigio de la reina y la expansión de los patronq'moba (პატრონყმობა), una versión georgiana de feudalismo, impidió que los príncipes dinásticos más poderosos fragmentaran el reino. Este fue un período clásico en la historia del feudalismo georgiano. Los intentos de implantar prácticas feudales en áreas donde eran casi desconocidas recibieron mucha resistencia. Hubo una revuelta entre los montañeses de Pjovi y Dido en la frontera noreste de Georgia en 1212, que fue sofocada por Ivane Mjargrzeli después de tres meses de intensos combates.
La industria y el comercio generaron nuevas riquezas para el país y la corte merced al control georgiano de las florecientes urbes comerciales. El tributo de los territorios vecinos y el botín de guerra se incorporaron al tesoro real, dando lugar al dicho georgiano: «los campesinos eran como nobles, los nobles como príncipes y los príncipes como reyes».

#### Cultura
Con esta prosperidad llegó un estallido de la distintiva cultura georgiana, que surgió de la amalgama del cristianismo, el secularismo, así como las influencias bizantinas e iranias. A pesar de esto, los georgianos continuaron identificándose con el occidente bizantino, en lugar del este islámico, con una monarquía georgiana buscando subrayar su asociación con el cristianismo y defendiendo su poder como una voluntad de Dios. Fue en ese período cuando se rediseñó el canon de la arquitectura georgiana ortodoxa y se construyeron una serie de catedrales abovedadas a gran escala. La expresión bizantina del poder real se modificó de diversas maneras para reforzar la posición sin precedentes de Tamara como mujer gobernante por derecho propio. Los cinco retratos de la iglesia monumental existentes de la reina están claramente inspirados en las imágenes bizantinas, pero también destacan específicamente los temas georgianos y los ideales persas de belleza femenina.
A pesar de la cultura bizantina de Georgia, las conexiones comerciales íntimas del país con el Oriente Próximo se evidencian en la acuñación georgiana contemporánea, cuyas leyendas tenían grafías georgianas y árabes. Una serie de monedas acuñadas alrededor del año 1200 en nombre de la reina representa una variante local del anverso bizantino y una inscripción árabe en el reverso proclamándola «Campeona del Mesías».
Las crónicas georgianas contemporáneas consagraron la moralidad cristiana y la literatura patrística continuó floreciendo, pero, para entonces, había perdido su posición dominante anterior a la literatura secular, que era sumamente original, a pesar de que desarrolló un contacto cercano con culturas vecinas. La tendencia culminó en el poema épico de Shota Rustaveli El caballero en la piel de tigre (ვეფხისტყაოსანი [Vepkhistq'aosani]), que celebra los ideales de una «edad de caballería» y es considerado en Georgia como el mayor logro de la literatura nativa.

## Muerte y entierro

El monasterio de Gelati es el presunto lugar de su sepultura. Fue declarado Patrimonio de la Humanidad por la Unesco en 1994.

Tamara sobrevivió a su consorte David Soslan y murió de una «enfermedad devastadora» no lejos de su capital, Tiflis, después de haber coronado corregente a su hijo Lasha Giorgi. El cronista real relata que la reina repentinamente enfermó cuando discutía asuntos de Estado con sus ministros en el castillo de Nacharmagevi, cerca de la ciudad de Gori. Fue transportada a Tiflis y luego al cercano castillo de Agarani donde falleció y sus súbditos se acercaron a la fortaleza para llorarla. Sus restos fueron trasladados a la catedral de Mtsjeta y luego al monasterio de Gelati, un cementerio privado de la familia real georgiana. La opinión académica tradicional es que murió en 1213, aunque hay indicios de que pudo haber muerto antes, en 1207 o 1210.
Mucho tiempo después, surgieron varias leyendas sobre el sitio de sepultura. Una de esta indica que ella fue enterrada en un nicho mortuorio secreto en el monasterio de Gelati, para evitar que la tumba fuese profanada por sus enemigos. Otra versión sugiere que los restos fueron enterrados nuevamente en un lugar remoto, posiblemente en Tierra Santa. El caballero francés Guillaume de Bois, en una carta fechada a comienzos del siglo XIII, escrita en Palestina y dirigida al obispo de Besanzón, afirmó que había oído el rumor de que el «rey de los georgianos» se dirigía hacia Jerusalén con un gran ejército y que ya había conquistado muchas ciudades de los sarracenos. Según el informe, el rey trasportaba consigo los restos de su madre, la «poderosa reina Tamara» (regina potentissima Thamar), quien no había podido peregrinar a Tierra Santa durante su vida y había legado su cuerpo para ser enterrado cerca del Santo Sepulcro.
En el siglo XX, la búsqueda de la tumba de Tamara se convirtió en un tema de investigación académica, así como el foco de un interés público más amplio. El escritor georgiano Grigol Robakidze escribió en su ensayo de 1918 sobre la reina: «Hasta ahora, nadie sabe dónde está la tumba de Tamara. Pertenece a todos y a nadie: su tumba está en el corazón de los georgianos. Y en la percepción de los georgianos, esto no es una tumba, sino un hermoso jarrón en el que la flor inmarcesible, la gran Tamara, florece». Una visión académica ortodoxa todavía ubica la tumba en Gelati, pero una serie de estudios arqueológicos, comenzando con la investigación de Ekvtime Takaishvili en 1920, no ha podido localizarla en el monasterio.

## Legado y referencias en la cultura popular

### Medievo

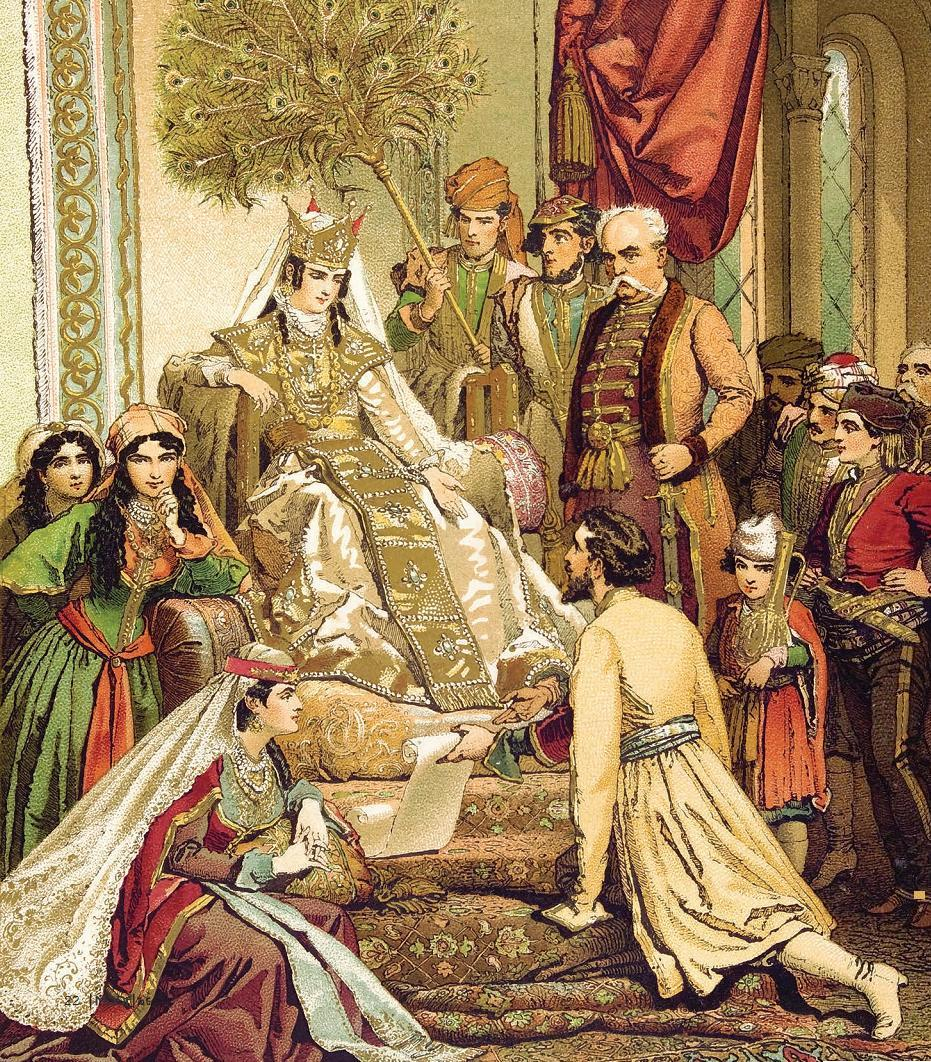
Shota Rustaveli presenta su poema a la reina Tamara (Mihály Zichy, c. 1880).

A lo largo de los siglos, ha mantenido su figura dominante en el panteón histórico georgiano. La construcción de su reinado como una «edad de oro» comenzó en el propio reinado y Tamara se convirtió en la representante de la era. Varios poetas medievales georgianos, entre ellos Shota Rustaveli, afirmaron que ella fue la inspiración de sus obras. Una leyenda dice que Rustaveli incluso se «consumió de amor» por la reina y terminó sus días en un monasterio. Un relato dramático del poema Rustaveli donde un rey llamado Rostevan corona a su hija Tinatín es una alegoría de la corregencia de Tamara junto a su padre Jorge III. Rustaveli concluye al final del cuento: «Un cachorro de león es igual de bueno, ya sea hembra o macho».
La reina se convirtió en tema de muchos panegíricos contemporáneos, como Tamariani de Chakhrukhadze y Abdul-Mesia de Ioane Shavteli. Fue enaltecida en las crónicas, sobre todo en dos relatos centrados en su reinado: La vida de Tamara, reina de las reinas y Las historias y elogios de los soberanos, que se convirtieron en las principales fuentes de su santificación en la literatura georgiana. Los cronistas la exaltan como «protectora de los viudos» y «la tres veces bendecida», particularmente en sus atributos como mujer: belleza, humildad, amor a la misericordia, fidelidad y pureza. Aunque fue canonizada por la Iglesia georgiana muchos años tarde, era considerada santa en vida en un colofón grecogeorgiano bilingüe adjunto al manuscrito de los Evangelios de Vani (ვანის ოთხთავი [Vanis otkhtavi]).
Su idealización se acentuó aún más en los eventos acaecidos bajo sus sucesores inmediatos; dos décadas después de su muerte, las invasiones de jorezmitas y mongoles llevaron al pueblo georgiano a un final abrupto. Los períodos posteriores de renacimiento nacional fueron demasiado efímeros para igualar los logros del reinado de Tamara. Estos contribuyeron al culto que borró la distinción entre la reina idealizada y su personalidad real.
En la memoria popular, su imagen ha adquirido un carácter legendario y romántico. Un conjunto diverso de canciones populares, poemas y cuentos la ilustran como un gobernante ideal, una mujer santa a la que a veces se le proyectan ciertos atributos de deidades paganas y santos cristianos. Por ejemplo, en una antigua leyenda osetia, la reina Tamara concibe a su hijo de un rayo de sol que brilla a través de la ventana. Otro mito, de las montañas georgianas, la equipara con la deidad pagana del clima (Pirimze), que controla el invierno. De manera similar, en el distrito de las tierras altas de Pshavi, su imagen se fusionó con una diosa pagana de sanación y fertilidad femenina.
Si bien Tamara acompañó a su ejército pocas veces y se describe como la planificadora de algunas campañas, nunca se involucró directamente en el combate. Sin embargo, el recuerdo de las victorias militares de su reinado contribuyó a la otra imagen popular, la de una reina guerrera modelo. También se hizo eco en el Cuento de la zarina Dinara, una popular historia rusa del siglo XVI sobre una reina georgiana ficticia que luchó contra los persas. Antes del asedio de Kazán, el zar Iván «el Terrible» animó a su ejército con los ejemplos de las batallas de Tamara, describiéndola como «la reina más sabia de Iberia, dotada de la inteligencia y el coraje de un hombre».

### Actualidad

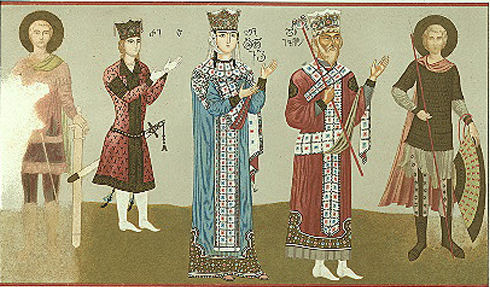
Reproducción del panel real en Betania, que representa a Jorge IV (izquierda), Tamara (centro) y Jorge III (derecha), flanqueados por guerreros santos (Grigori Gagarin, 1847).

Gran parte de la percepción moderna de la reina Tamara se formó bajo la influencia del romanticismo del siglo XIX y el creciente nacionalismo entre los intelectuales georgianos de la época. En las literaturas rusa y occidental del siglo XIX, su imagen reflejaba las concepciones europeas del oriente —de las cuales, Georgia era percibida como una parte— y la posición y características de las mujeres orientales. El escritor tirolés Jakob Philipp Fallmerayer la describió como una «Semíramis caucásica». Fascinado por el «exótico» Cáucaso, el poeta ruso Mijaíl Lérmontov escribió el poema romántico Tamara (Тамара, 1841) y se basó en una antigua leyenda georgiana sobre una princesa montañosa similar a una sirena, a quien el poeta le dio el nombre de la reina. Aunque la representación de Lérmontov de la reina georgiana como una seductora destructiva no tenía antecedentes históricos aparentes, ha sido lo suficientemente influyente como para plantear el tema de su sexualidad, una cuestión que fue destacada por los autores europeos del siglo XIX. La pieza teatral de Knut Hamsun Reina Tamara (Dronning Tamara, 1906) tuvo menos éxito; los críticos calificaron a la obra como el retrato de «una mujer moderna vestida con un traje medieval» o «un comentario sobre la nueva mujer de la década de 1890». El compositor ruso Mili Balákirev compuso el poema sinfónico Tamara (Тамара, 1882), considerado por algunos como su mejor obra, así como una piedra angular del orientalismo ruso.
La literatura georgiana también la idealizó, pero de manera diferente de la visión rusa y de Europa occidental. Los románticos georgianos siguieron una tradición medieval en la imagen de Tamara como una mujer gentil y santa, que gobernó un país permanentemente en guerra. Este sentimiento se inspiró más en el redescubrimiento de una pintura mural contemporánea del siglo XIII en el monasterio de Betania, entonces en ruinas, que fue descubierto y restaurado por el príncipe ruso (kniaz) Grigori Gagarin en los años 1840. El fresco se convirtió en una fuente de numerosos grabados que circularon por el país e inspiró al poeta Grigol Orbeliani para dedicarle un poema romántico. Asimismo, los literatos georgianos que reaccionaban a las autoridades rusas en Georgia y la supresión de las instituciones nacionales contrastaron la era de Tamara con su situación contemporánea y lamentaron el pasado irremediablemente perdido en sus escritos. Así, la reina se convirtió en una personificación del apogeo de Georgia, una percepción que ha persistido hasta el presente.

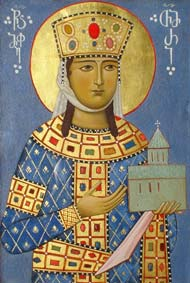
Ícono de santa Tamara de Georgia.

Ha sido canonizada por la Iglesia ortodoxa de Georgia como «santa y justa reina Tamara» (წმიდა კეთილმსახური მეფე თამარი [ts'mida k'etilmsakhuri mepe Tamari]) y su fiesta conmemorativa es el 1 de mayo en el calendario juliano (14 de mayo en el gregoriano). La Iglesia grecoortodoxa de Antioquía celebra la festividad el 22 de abril.
El matrimonio con el príncipe Yuri Bogoliubski (hijo de Andréi de Vladímir-Súzdal) es uno de los temas de dos obras en prosa muy conocidas en la Georgia moderna. La obra de Shalva Dadiani, originalmente titulada El desafortunado ruso (უბედური რუსი, 1916-1926), fue atacada por los críticos soviéticos por distorsionar la «amistad de siglos de los pueblos ruso y georgiano». Bajo presión del Partido Comunista, Dadiani se vio forzado a modificar tanto el título (ahora Jorge el Ruso, გიორგი რუსი) como la trama para adecuarlos con la ideología oficial del Estado soviético. En 2002, el cuento satírico El primer ruso (პირველი რუსი), escrito por el escritor georgiano Lasha Bughadze y centrado en una «frustrada» noche de bodas de Tamara y Yuri, indignó a muchos conservadores y desencadenó tanto controversia nacional como acaloradas discusiones en los medios de comunicación, el Parlamento de Georgia y el Patriarcado de la Iglesia ortodoxa de Georgia.
Desde 1995 los billetes de 50 laris (ormotsdaati lari) incluyen su efigie, la única monarca de toda la serie.

## Genealogía
| \| \| \| \| \| \| \| \| \| \| \| Demetrio I Rey de Georgia (1125-1154) \| \| \| \| \| \| \| \| \| \| \| \| \| \| \| \| \| \| \| \| \| \| \| \| \| \| \| \| \| \| \| \| \| \| \| \| \| \| \| \| \| \| \| \| \| \| \| \| \| \| \| \| \| \| \| \| \| \| \| \| \| \| \| \| \| \| \| \| \| \| \| \| \| \| \| \| \| \| \| \| \| \| \| \| \| \| \| \| \| \| \| \| \| \| \| \| \| \| \| \| \| \| \| \| \| \| \| \| \| \| \| \| \| \| \| \| \| \| \| \| \| \| \| \| \| David V Rey de Georgia (1154-1155) \| David V Rey de Georgia (1154-1155) \| David V Rey de Georgia (1154-1155) \| David V Rey de Georgia (1154-1155) \| David V Rey de Georgia (1154-1155) \| David V Rey de Georgia (1154-1155) \| \| \| \| \| Jorge III Rey de Georgia (1155-1184) \| Jorge III Rey de Georgia (1155-1184) \| Jorge III Rey de Georgia (1155-1184) \| Jorge III Rey de Georgia (1155-1184) \| Jorge III Rey de Georgia (1155-1184) \| Jorge III Rey de Georgia (1155-1184) \| \| \| \| \| \| \| Burudukhan de Alania \| Burudukhan de Alania \| Burudukhan de Alania \| Burudukhan de Alania \| Burudukhan de Alania \| Burudukhan de Alania \| \| \| Rusudán \| Rusudán \| Rusudán \| Rusudán \| Rusudán \| Rusudán \| \| \| \| \| \| \| \| \| \| David V Rey de Georgia (1154-1155) \| David V Rey de Georgia (1154-1155) \| David V Rey de Georgia (1154-1155) \| David V Rey de Georgia (1154-1155) \| David V Rey de Georgia (1154-1155) \| David V Rey de Georgia (1154-1155) \| \| \| \| \| Jorge III Rey de Georgia (1155-1184) \| Jorge III Rey de Georgia (1155-1184) \| Jorge III Rey de Georgia (1155-1184) \| Jorge III Rey de Georgia (1155-1184) \| Jorge III Rey de Georgia (1155-1184) \| Jorge III Rey de Georgia (1155-1184) \| \| \| \| \| \| \| Burudukhan de Alania \| Burudukhan de Alania \| Burudukhan de Alania \| Burudukhan de Alania \| Burudukhan de Alania \| Burudukhan de Alania \| \| \| Rusudán \| Rusudán \| Rusudán \| Rusudán \| Rusudán \| Rusudán \| \| \| \| \| \| \| \| \| \| \| \| \| \| \| \| \| \| \| \| \| \| \| \| \| \| \| \| \| \| \| \| \| \| \| \| \| \| \| \| \| \| \| \| \| \| \| \| \| \| \| \| \| \| \| \| \| \| \| \| \| \| \| \| \| \| \| \| \| \| \| \| \| \| \| \| \| \| \| \| \| \| \| \| \| \| \| \| \| \| \| \| \| \| \| \| \| \| \| \| Demna \| Demna \| Demna \| Demna \| Demna \| Demna \| \| \| \| \| \| \| \| \| Tamara Reina de Georgia (1184-1213) \| Tamara Reina de Georgia (1184-1213) \| Tamara Reina de Georgia (1184-1213) \| Tamara Reina de Georgia (1184-1213) \| Tamara Reina de Georgia (1184-1213) \| Tamara Reina de Georgia (1184-1213) \| \| \| \| \| 1. Yuri Bogoliubski \| 1. Yuri Bogoliubski \| 1. Yuri Bogoliubski \| 1. Yuri Bogoliubski \| 1. Yuri Bogoliubski \| 1. Yuri Bogoliubski \| \| \| \| \| Rusudán \| Rusudán \| Rusudán \| Rusudán \| Rusudán \| Rusudán \| \| \| \| \| \| Demna \| Demna \| Demna \| Demna \| Demna \| Demna \| \| \| \| \| \| \| \| \| Tamara Reina de Georgia (1184-1213) \| Tamara Reina de Georgia (1184-1213) \| Tamara Reina de Georgia (1184-1213) \| Tamara Reina de Georgia (1184-1213) \| Tamara Reina de Georgia (1184-1213) \| Tamara Reina de Georgia (1184-1213) \| \| \| \| \| 1. Yuri Bogoliubski \| 1. Yuri Bogoliubski \| 1. Yuri Bogoliubski \| 1. Yuri Bogoliubski \| 1. Yuri Bogoliubski \| 1. Yuri Bogoliubski \| \| \| \| \| Rusudán \| Rusudán \| Rusudán \| Rusudán \| Rusudán \| Rusudán \| \| \| \| \| \| \| \| \| \| \| \| \| \| \| \| \| \| \| \| \| \| \| \| \| \| \| \| \| \| \| \| \| \| \| \| \| \| \| \| \| \| \| \| \| \| \| \| \| \| \| \| \| \| \| \| \| \| \| \| \| \| \| \| \| \| \| \| \| \| \| \| \| \| \| 2. David Soslan \| \| \| \| \| \| \| \| \| \| \| \| \| \| \| \| \| \| \| \| \| \| \| \| \| \| \| \| \| \| \| \| \| \| \| \| \| \| \| \| \| \| \| \| \| \| \| \| \| \| \| \| \| \| \| \| \| \| \| \| \| \| \| \| \| \| \| \| \| \| \| \| \| \| \| \| \| \| \| \| \| \| \| \| \| \| \| \| \| \| \| \| \| \| \| \| \| \| \| \| \| \| \| \| \| \| \| \| \| \| \| \| \| \| \| \| \| \| \| \| \| \| \| \| \| \| \| \| \| \| \| \| \| \| \| \| \| \| \| \| \| \| \| \| \| \| \| \| \| \| \| \| \| \| \| \| \| \| \| \| \| \| \| \| \| \| \| \| \| \| Jorge IV Rey de Georgia (1213-1223) \| Jorge IV Rey de Georgia (1213-1223) \| Jorge IV Rey de Georgia (1213-1223) \| Jorge IV Rey de Georgia (1213-1223) \| Jorge IV Rey de Georgia (1213-1223) \| Jorge IV Rey de Georgia (1213-1223) \| \| \| Rusudán Reina de Georgia (1223-1245) \| Rusudán Reina de Georgia (1223-1245) \| Rusudán Reina de Georgia (1223-1245) \| Rusudán Reina de Georgia (1223-1245) \| Rusudán Reina de Georgia (1223-1245) \| Rusudán Reina de Georgia (1223-1245) \| \| \| \| \| \| \| Ghias ad-din \| Ghias ad-din \| Ghias ad-din \| Ghias ad-din \| Ghias ad-din \| Ghias ad-din \| \| \| \| \| \| \| \| \| \| \| \| \| \| \| \| \| \| \| \| Jorge IV Rey de Georgia (1213-1223) \| Jorge IV Rey de Georgia (1213-1223) \| Jorge IV Rey de Georgia (1213-1223) \| Jorge IV Rey de Georgia (1213-1223) \| Jorge IV Rey de Georgia (1213-1223) \| Jorge IV Rey de Georgia (1213-1223) \| \| \| Rusudán Reina de Georgia (1223-1245) \| Rusudán Reina de Georgia (1223-1245) \| Rusudán Reina de Georgia (1223-1245) \| Rusudán Reina de Georgia (1223-1245) \| Rusudán Reina de Georgia (1223-1245) \| Rusudán Reina de Georgia (1223-1245) \| \| \| \| \| \| \| Ghias ad-din \| Ghias ad-din \| Ghias ad-din \| Ghias ad-din \| Ghias ad-din \| Ghias ad-din \| \| \| \| \| \| \| \| \| \| \| \| \| \| \| \| \| \| \| \| \| \| \| \| \| \| \| \| \| \| \| \| \| \| \| \| \| \| \| \| \| \| \| \| \| \| \| \| \| \| \| \| \| \| \| \| \| \| \| \| \| \| \| \| \| \| \| \| \| \| \| \| \| \| \| \| \| \| \| \| \| \| \| \| \| \| \| \| \| \| \| \| \| \| \| \| \| \| \| \| \| \| \| \| \| \| \| \| \| \| David VII Rey de Georgia (1247-1270) \| David VII Rey de Georgia (1247-1270) \| David VII Rey de Georgia (1247-1270) \| David VII Rey de Georgia (1247-1270) \| David VII Rey de Georgia (1247-1270) \| David VII Rey de Georgia (1247-1270) \| \| \| \| \| \| \| \| \| David VI Rey de Georgia (1245-1293) \| David VI Rey de Georgia (1245-1293) \| David VI Rey de Georgia (1245-1293) \| David VI Rey de Georgia (1245-1293) \| David VI Rey de Georgia (1245-1293) \| David VI Rey de Georgia (1245-1293) \| \| \| Gürcü Hatun (Tamara) \| Gürcü Hatun (Tamara) \| Gürcü Hatun (Tamara) \| Gürcü Hatun (Tamara) \| Gürcü Hatun (Tamara) \| Gürcü Hatun (Tamara) \| \| \| |                                    |                                    |                                    |                                    |                                    |  |  |  |  |                                       |                                      |                                      |                                      |                                      |                                      |                                      |                                      |                                      |                                      |  |  |                                      |                                      |                                      |                                      |                                      |                                      |                                     |                                     |                                     |                                     |                                     |                                     |              |              |                      |                      |                      |                      |                      |                      |  |  |
| |                                    |                                    |                                    |                                    |                                    |  |  |  |  | Demetrio I Rey de Georgia (1125-1154) |                                      |                                      |                                      |                                      |                                      |                                      |                                      |                                      |                                      |  |  |                                      |                                      |                                      |                                      |                                      |                                      |                                     |                                     |                                     |                                     |                                     |                                     |              |              |                      |                      |                      |                      |                      |                      |  |  |
| |                                    |                                    |                                    |                                    |                                    |  |  |  |  |                                       |                                      |                                      |                                      |                                      |                                      |                                      |                                      |                                      |                                      |  |  |                                      |                                      |                                      |                                      |                                      |                                      |                                     |                                     |                                     |                                     |                                     |                                     |              |              |                      |                      |                      |                      |                      |                      |  |  |
| |                                    |                                    |                                    |                                    |                                    |  |  |  |  |                                       |                                      |                                      |                                      |                                      |                                      |                                      |                                      |                                      |                                      |  |  |                                      |                                      |                                      |                                      |                                      |                                      |                                     |                                     |                                     |                                     |                                     |                                     |              |              |                      |                      |                      |                      |                      |                      |  |  |
| David V Rey de Georgia (1154-1155) | David V Rey de Georgia (1154-1155) | David V Rey de Georgia (1154-1155) | David V Rey de Georgia (1154-1155) | David V Rey de Georgia (1154-1155) | David V Rey de Georgia (1154-1155) |  |  |  |  | Jorge III Rey de Georgia (1155-1184)  | Jorge III Rey de Georgia (1155-1184) | Jorge III Rey de Georgia (1155-1184) | Jorge III Rey de Georgia (1155-1184) | Jorge III Rey de Georgia (1155-1184) | Jorge III Rey de Georgia (1155-1184) |                                      |                                      |                                      |                                      |  |  | Burudukhan de Alania                 | Burudukhan de Alania                 | Burudukhan de Alania                 | Burudukhan de Alania                 | Burudukhan de Alania                 | Burudukhan de Alania                 |                                     |                                     | Rusudán                             | Rusudán                             | Rusudán                             | Rusudán                             | Rusudán      | Rusudán      |                      |                      |                      |                      |                      |                      |  |  |
| David V Rey de Georgia (1154-1155) | David V Rey de Georgia (1154-1155) | David V Rey de Georgia (1154-1155) | David V Rey de Georgia (1154-1155) | David V Rey de Georgia (1154-1155) | David V Rey de Georgia (1154-1155) |  |  |  |  | Jorge III Rey de Georgia (1155-1184)  | Jorge III Rey de Georgia (1155-1184) | Jorge III Rey de Georgia (1155-1184) | Jorge III Rey de Georgia (1155-1184) | Jorge III Rey de Georgia (1155-1184) | Jorge III Rey de Georgia (1155-1184) |                                      |                                      |                                      |                                      |  |  | Burudukhan de Alania                 | Burudukhan de Alania                 | Burudukhan de Alania                 | Burudukhan de Alania                 | Burudukhan de Alania                 | Burudukhan de Alania                 |                                     |                                     | Rusudán                             | Rusudán                             | Rusudán                             | Rusudán                             | Rusudán      | Rusudán      |                      |                      |                      |                      |                      |                      |  |  |
| |                                    |                                    |                                    |                                    |                                    |  |  |  |  |                                       |                                      |                                      |                                      |                                      |                                      |                                      |                                      |                                      |                                      |  |  |                                      |                                      |                                      |                                      |                                      |                                      |                                     |                                     |                                     |                                     |                                     |                                     |              |              |                      |                      |                      |                      |                      |                      |  |  |
| |                                    |                                    |                                    |                                    |                                    |  |  |  |  |                                       |                                      |                                      |                                      |                                      |                                      |                                      |                                      |                                      |                                      |  |  |                                      |                                      |                                      |                                      |                                      |                                      |                                     |                                     |                                     |                                     |                                     |                                     |              |              |                      |                      |                      |                      |                      |                      |  |  |
| Demna | Demna                              | Demna                              | Demna                              | Demna                              | Demna                              |  |  |  |  |                                       |                                      |                                      |                                      | Tamara Reina de Georgia (1184-1213)  | Tamara Reina de Georgia (1184-1213)  | Tamara Reina de Georgia (1184-1213)  | Tamara Reina de Georgia (1184-1213)  | Tamara Reina de Georgia (1184-1213)  | Tamara Reina de Georgia (1184-1213)  |  |  |                                      |                                      | 1. Yuri Bogoliubski                  | 1. Yuri Bogoliubski                  | 1. Yuri Bogoliubski                  | 1. Yuri Bogoliubski                  | 1. Yuri Bogoliubski                 | 1. Yuri Bogoliubski                 |                                     |                                     |                                     |                                     | Rusudán      | Rusudán      | Rusudán              | Rusudán              | Rusudán              | Rusudán              |                      |                      |  |  |
| Demna | Demna                              | Demna                              | Demna                              | Demna                              | Demna                              |  |  |  |  |                                       |                                      |                                      |                                      | Tamara Reina de Georgia (1184-1213)  | Tamara Reina de Georgia (1184-1213)  | Tamara Reina de Georgia (1184-1213)  | Tamara Reina de Georgia (1184-1213)  | Tamara Reina de Georgia (1184-1213)  | Tamara Reina de Georgia (1184-1213)  |  |  |                                      |                                      | 1. Yuri Bogoliubski                  | 1. Yuri Bogoliubski                  | 1. Yuri Bogoliubski                  | 1. Yuri Bogoliubski                  | 1. Yuri Bogoliubski                 | 1. Yuri Bogoliubski                 |                                     |                                     |                                     |                                     | Rusudán      | Rusudán      | Rusudán              | Rusudán              | Rusudán              | Rusudán              |                      |                      |  |  |
| |                                    |                                    |                                    |                                    |                                    |  |  |  |  |                                       |                                      |                                      |                                      |                                      |                                      |                                      |                                      |                                      |                                      |  |  |                                      |                                      |                                      |                                      |                                      |                                      |                                     |                                     |                                     |                                     |                                     |                                     |              |              |                      |                      |                      |                      |                      |                      |  |  |
| |                                    |                                    |                                    |                                    |                                    |  |  |  |  |                                       |                                      |                                      |                                      |                                      |                                      |                                      |                                      |                                      |                                      |  |  |                                      |                                      | 2. David Soslan                      |                                      |                                      |                                      |                                     |                                     |                                     |                                     |                                     |                                     |              |              |                      |                      |                      |                      |                      |                      |  |  |
| |                                    |                                    |                                    |                                    |                                    |  |  |  |  |                                       |                                      |                                      |                                      |                                      |                                      |                                      |                                      |                                      |                                      |  |  |                                      |                                      |                                      |                                      |                                      |                                      |                                     |                                     |                                     |                                     |                                     |                                     |              |              |                      |                      |                      |                      |                      |                      |  |  |
| |                                    |                                    |                                    |                                    |                                    |  |  |  |  |                                       |                                      |                                      |                                      |                                      |                                      |                                      |                                      |                                      |                                      |  |  |                                      |                                      |                                      |                                      |                                      |                                      |                                     |                                     |                                     |                                     |                                     |                                     |              |              |                      |                      |                      |                      |                      |                      |  |  |
| |                                    |                                    |                                    |                                    |                                    |  |  |  |  |                                       |                                      |                                      |                                      |                                      |                                      |                                      |                                      |                                      |                                      |  |  |                                      |                                      |                                      |                                      |                                      |                                      |                                     |                                     |                                     |                                     |                                     |                                     |              |              |                      |                      |                      |                      |                      |                      |  |  |
| |                                    |                                    |                                    |                                    |                                    |  |  |  |  |                                       |                                      |                                      |                                      | Jorge IV Rey de Georgia (1213-1223)  | Jorge IV Rey de Georgia (1213-1223)  | Jorge IV Rey de Georgia (1213-1223)  | Jorge IV Rey de Georgia (1213-1223)  | Jorge IV Rey de Georgia (1213-1223)  | Jorge IV Rey de Georgia (1213-1223)  |  |  | Rusudán Reina de Georgia (1223-1245) | Rusudán Reina de Georgia (1223-1245) | Rusudán Reina de Georgia (1223-1245) | Rusudán Reina de Georgia (1223-1245) | Rusudán Reina de Georgia (1223-1245) | Rusudán Reina de Georgia (1223-1245) |                                     |                                     |                                     |                                     |                                     |                                     | Ghias ad-din | Ghias ad-din | Ghias ad-din         | Ghias ad-din         | Ghias ad-din         | Ghias ad-din         |                      |                      |  |  |
| |                                    |                                    |                                    |                                    |                                    |  |  |  |  |                                       |                                      |                                      |                                      | Jorge IV Rey de Georgia (1213-1223)  | Jorge IV Rey de Georgia (1213-1223)  | Jorge IV Rey de Georgia (1213-1223)  | Jorge IV Rey de Georgia (1213-1223)  | Jorge IV Rey de Georgia (1213-1223)  | Jorge IV Rey de Georgia (1213-1223)  |  |  | Rusudán Reina de Georgia (1223-1245) | Rusudán Reina de Georgia (1223-1245) | Rusudán Reina de Georgia (1223-1245) | Rusudán Reina de Georgia (1223-1245) | Rusudán Reina de Georgia (1223-1245) | Rusudán Reina de Georgia (1223-1245) |                                     |                                     |                                     |                                     |                                     |                                     | Ghias ad-din | Ghias ad-din | Ghias ad-din         | Ghias ad-din         | Ghias ad-din         | Ghias ad-din         |                      |                      |  |  |
| |                                    |                                    |                                    |                                    |                                    |  |  |  |  |                                       |                                      |                                      |                                      |                                      |                                      |                                      |                                      |                                      |                                      |  |  |                                      |                                      |                                      |                                      |                                      |                                      |                                     |                                     |                                     |                                     |                                     |                                     |              |              |                      |                      |                      |                      |                      |                      |  |  |
| |                                    |                                    |                                    |                                    |                                    |  |  |  |  |                                       |                                      |                                      |                                      |                                      |                                      |                                      |                                      |                                      |                                      |  |  |                                      |                                      |                                      |                                      |                                      |                                      |                                     |                                     |                                     |                                     |                                     |                                     |              |              |                      |                      |                      |                      |                      |                      |  |  |
| |                                    |                                    |                                    |                                    |                                    |  |  |  |  |                                       |                                      |                                      |                                      | David VII Rey de Georgia (1247-1270) | David VII Rey de Georgia (1247-1270) | David VII Rey de Georgia (1247-1270) | David VII Rey de Georgia (1247-1270) | David VII Rey de Georgia (1247-1270) | David VII Rey de Georgia (1247-1270) |  |  |                                      |                                      |                                      |                                      |                                      |                                      | David VI Rey de Georgia (1245-1293) | David VI Rey de Georgia (1245-1293) | David VI Rey de Georgia (1245-1293) | David VI Rey de Georgia (1245-1293) | David VI Rey de Georgia (1245-1293) | David VI Rey de Georgia (1245-1293) |              |              | Gürcü Hatun (Tamara) | Gürcü Hatun (Tamara) | Gürcü Hatun (Tamara) | Gürcü Hatun (Tamara) | Gürcü Hatun (Tamara) | Gürcü Hatun (Tamara) |  |  |